# Should Be Higher
Should Be Higher è un singolo del gruppo musicale britannico Depeche Mode, pubblicato il 13 settembre 2013 come terzo estratto dal tredicesimo album in studio Delta Machine.

## Descrizione
Si tratta del terzo brano del gruppo scritto da Dave Gahan ad essere stato pubblicato come singolo, dopo Suffer Well nel 2006 e Hole to Feed nel 2009.

## Video musicale
Il video, diretto da Anton Corbijn e diffuso su Vevo il 22 agosto 2013, consiste in un montaggio di performance dal vivo del Delta Machine Tour tratte dalle date di giugno 2013 di Berlino, Lipsia e Monaco di Baviera.

## Tracce
Testi e musiche di Dave Gahan e Kurt Uenala.
CD, download digitale – 1ª versione
1. Should Be Higher (Radio Mix) – 3:30
2. Should Be Higher (Little Vampire Remix Single Edit) – 3:59

CD maxi, download digitale – 2ª versione
1. Should Be Higher (Jim Sclavunos from Grinderman Remix) – 4:11
2. Should Be Higher (Little Vampire Remix) – 5:30
3. Should Be Higher (Maps Remix) – 5:42
4. Should Be Higher (Jim Jones Revue Remix) – 5:14
5. Should Be Higher (Radio Mix) – 3:29

12"
- Lato A

1. Should Be Higher (Truss Remix) – 6:21
2. Should Be Higher (MPIA3 Definition) – 5:52
3. Should Be Higher (Koen Groenveveld Massive Remix) – 6:43

- Lato B

1. Should Be Higher (Pangaea Dub Remix) – 4:13
2. Should Be Higher (Uberzone Remix) – 4:57
3. Should Be Higher (DJMREX Remix) – 6:24

## Formazione
Hanno partecipato alle registrazioni, secondo le note di copertina di Delta Machine:
Gruppo
- Andy Fletcher – strumentazione
- Dave Gahan – voce
- Martin Gore – strumentazione, voce

Altri musicisti
- Christoffer Berg – programmazione
- Kurt Uenala – programmazione aggiuntiva
- Dan Tobiason – sound design

Produzione
- Ben Hillier – produzione
- Ferg Peterkin – ingegnere del suono
- Kurt Uenala – registrazione voce
- Tomas del Toro-Diaz – assistenza tecnica
- Will Loomis – assistenza tecnica
- Flood – missaggio
- Rob Kirwan – ingegneria al missaggio
- Drew Smith – assistenza al missaggio
- Bunt Stafford-Clark – mastering
- Anton Corbijn – design, fotografia

## Classifiche
| Classifica (2013)                 | Posizione massima |
| --------------------------------- | ----------------- |
| Austria                           | 60                |
| Francia                           | 58                |
| Germania                          | 19                |
| Regno Unito                       | 81                |
| Stati Uniti (dance singles sales) | 1                 |
| Svizzera                          | 61                |

## Date di pubblicazione
| Paese  | Data di pubblicazione | Formato                                        | Note  |
| ------ | --------------------- | ---------------------------------------------- | ----- |
| Italia | 13 settembre 2013     | Airplay                                        | [ 6 ] |
| Mondo  | 14 ottobre 2013       | CD, CD maxi, 12", download digitale, streaming | [ 7 ] |